# ウジジ・ムウェネ・ムボンウェアン・スルタン国
ウジジ・ムウェネ・ムボンウェアン・スルタン国はタンザニアの準国家。タンザニア西部、キゴマ州のウジジにある君主国である。地元のスルタン国の中心はブサイドであり、 これはかつてアラブ・スワヒリ系のリワーリー(行政官)を置いてウジジを統治していたザンジバル・スルタン国とオマーン両方の王朝の名、ブーサイードからそう呼ばれ、アラブ支配の後もブーサイードの名はウジジで今でもブサイディとして使用されている。

## ウジジの背景知識
植民地時代以前から植民地時代の間、ベルギー領コンゴから新たに来た人々はワマニエマと呼ばれ、少数民族であるジジ人と政治的に同化し、主にウジジのアラブ・スワヒリ系リワーリーによる地方行政のもとで、地方議会への代表者を擁し、間接統治体制が築かれ、古くからの諸王国は軽視されながらも、それぞれの一族の中で儀礼的な活動を続けた。
ワマニエマの重要な部族の一つには、現在のコンゴ民主共和国のフィジとカレミ、タンガニーカ湖北西端にある古代ウゴマから一斉に移住してきたワゴマである。ワゴマは「ミトゥンブウィ・ヤ・ムティ・ムモジャ」またはゴマ語で「カベレレ」とも呼ばれる湾曲した形状の丸木舟をミヴレの木から作り出し、ウジジに地理的にも近かったため、他のマニエマ人よりも早く移住した。古代ウゴマのワゴマは後にブサイディに定住したベネ・ムボンウェ氏族を含む諸氏族と共に次々と移民してきた。
先祖代々の首長の精神的重要性に対しての、古くからの忠誠心と伝統的な認識は、世俗的な役割を果たさなくなっても損なわれなかったが、2017年、ベネ・ムボンウェ朝が上級の王族らによって父系継承でウジジに蘇り、ウジジ・ムウェネ・ムボンウェアン・スルタン国となり、そしてゴマ人とマニエマ人の伝統的権力として初めてウジジの王座を手に入れた。

## 歴史
ゴマ人の歴史において移住や戦争以前、集落は多く存在し、伝統的なゴマ国家はコンゴ民主共和国カタンガ州タンガニーカ地区、現代のカレミに位置していた最南端のゴマ国家、バクワマンバ朝下のウグハ王国の宗主下に置かれていたかなりの数の首長国やスルタン国を持つベンベ人の移動以前にそのうちのいくらかを構成していた。
ムボンウェ・スルタン国は現在のスルタンの母方にあたる氏族、バシカズンベの地方に植民地時代に新規に設立された村落連合、南バブングウェに編入された。

## 政治組織
バホマは現在のコンゴ民主共和国のタンガニーカ湖北西に到着し、 村落の集団の自治的な支配者の承認に基づいた中央集権化されたバホマの政治機構は、臣民らに対する生殺与奪の力を持つ一個人に対して世俗的、精神的な力を与えた。 そのため、伝統的にはゴマ全体の最高首長というものは存在しなかった。
バホマのスルタンやバホマに関連する他の諸部族の伝統的な称号はコロであり、現在のウジジのコロはワマニエマのジョバ人のバホマのバスマ氏族の支系のオスマン・ハムザ・マリロ二世である。